# Cepheus
För andra betydelser, se Cepheus (olika betydelser).
Cepheus (samma på latin) är en stjärnbild på norra stjärnhimlen. Cepheus är cirkumpolär sett från Sverige.
Den är en av de 88 moderna stjärnbilderna som erkänns av den Internationella astronomiska unionen.

## Historik
Cepheus var en av de 48 konstellationerna, som listades av den antike astronomen Ptolemaios i hans samlingsverk Almagest. 

## Mytologi
Stjärnbilden har fått sitt namn efter Kepheus, som var kung av Aethiopien enligt grekisk mytologi. Kepheus var gift med den sköna Kassiopeia och far till Andromeda.

## Stjärnor

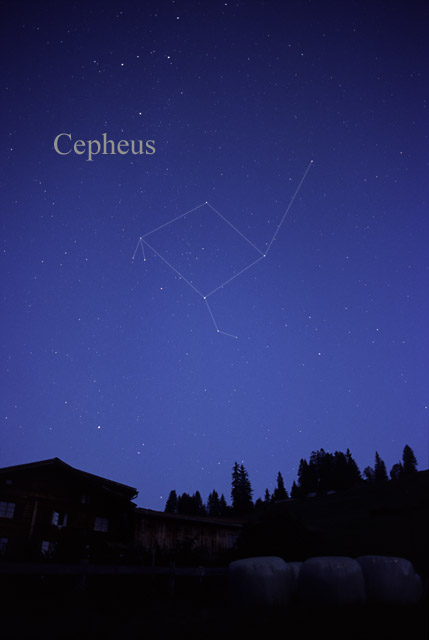
Stjärnbilden Cepheus som den kan ses med blotta ögat.

Här är en sammanställning på de stjärnor som har ett egennamn och de ljusstarkaste. I Cepheus finns flera ljusstarka prototypvariabler.
- α - Alfa Cephei (Alderamin) är en vit stjärna i huvudserien som är ljusstarkast i konstellationen med en magnitud av 2,45. Alfa Cephei är en Delta Scuti-variabel.
- γ - Gamma Cephei (Alrai) är en dubbelstjärna av magnitud 3,21. Huvudstjärnan är en orange underjätte och följeslagaren är en röd stjärna. Det var i detta stjärnsystem som den första bekräftade exoplaneten hittades 1989. På grund av precessionen kommer Gamma Cephei att ersätta Polstjärnan som polstjärna ungefär 3000 e. Kr.
- β - Beta Cephei (Alfirk) är en trippelstjärna. Huvudstjärnan är en blåvit jättestjärna av en magnitud som varierar 3,15 – 3,23 med perioden 0,19 dygn. Den är prototyp-stjärna för Beta Cephei-variabler.
- ζ - Zeta Cephei markerar Cepheus vänstra axel och är en orange superjätte av magnitud 3,39.
- η - Eta Cephei (Al Kidr) är en orange underjätte av magnitud 3,41.
- ι - Jota Cephei är en orange jätte av magnitud 3,50.
- δ - Delta Cephei är en dubbelstjärna där huvudstjärnan är en gul superjätte. Delta Cephei är prototyp-stjärna för cepheiderna som astronomerna kan använda som avståndsmätare i rymden eftersom de är lätta att känna igen och har liten variation i magnitud. Delta Cephei är den cepheid som befinner sig närmast oss förutom Polstjärnan. Delta Cephei har en genomsnittlig magnitud av 4,07.
- ε - Epsilon Cephei är en gulvit underjätte och Delta Scuti-variabel av magnitud 4,18.
- θ - Theta Cephei är en dubbelstjärna där huvudstjärnan är en vit jätte av magnitud 4,21.
- μ - Granatstjärnan (My Cephei) är en röd superjätte av magnitud 4,23. Den namngavs av den berömde tysk-brittiske astronomen William Herschel på grund av sin vackert röda färg. Granatstjärnan är också den prototypstjärna för en grupp stjärnor som alltså kallas My Cephei-variabler. Den är en av de mest luminösa stjärnor som astronomerna känner till och har trots avståndet 2400 ljusår och att den är omgiven av interstellära moln.

## Djuprymdsobjekt

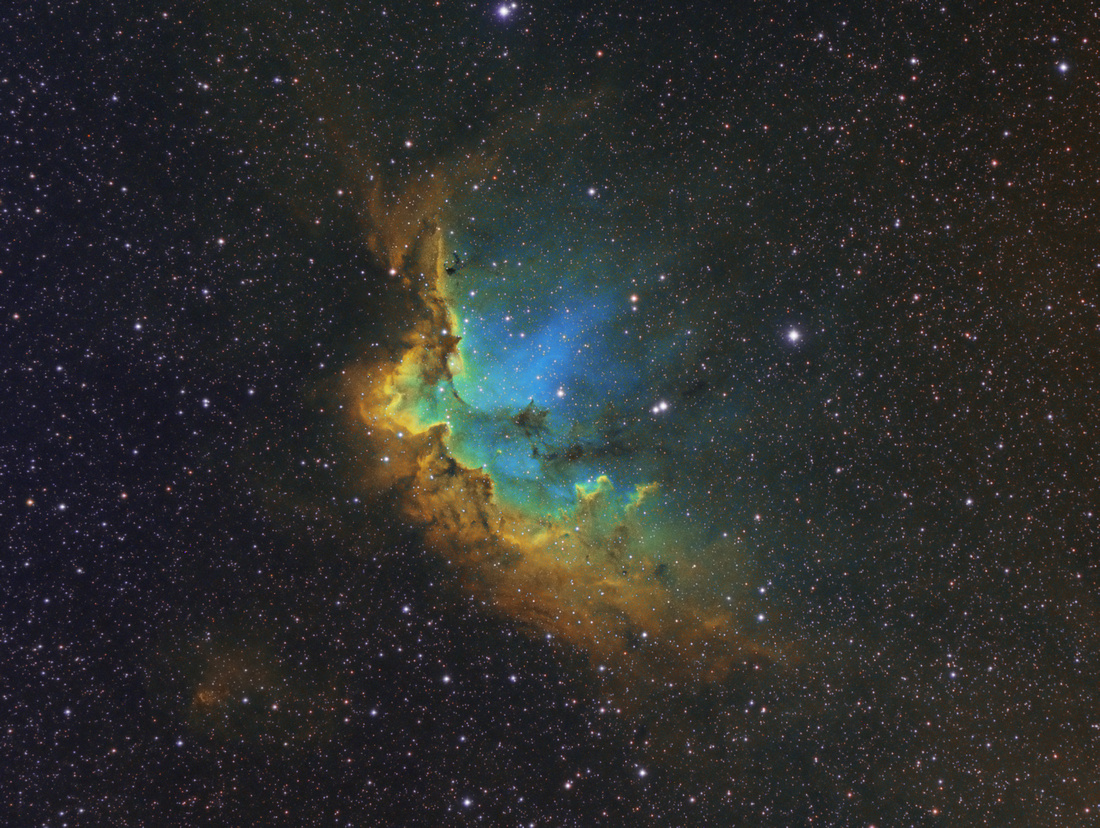
Stjärnhopen NGC 7380.

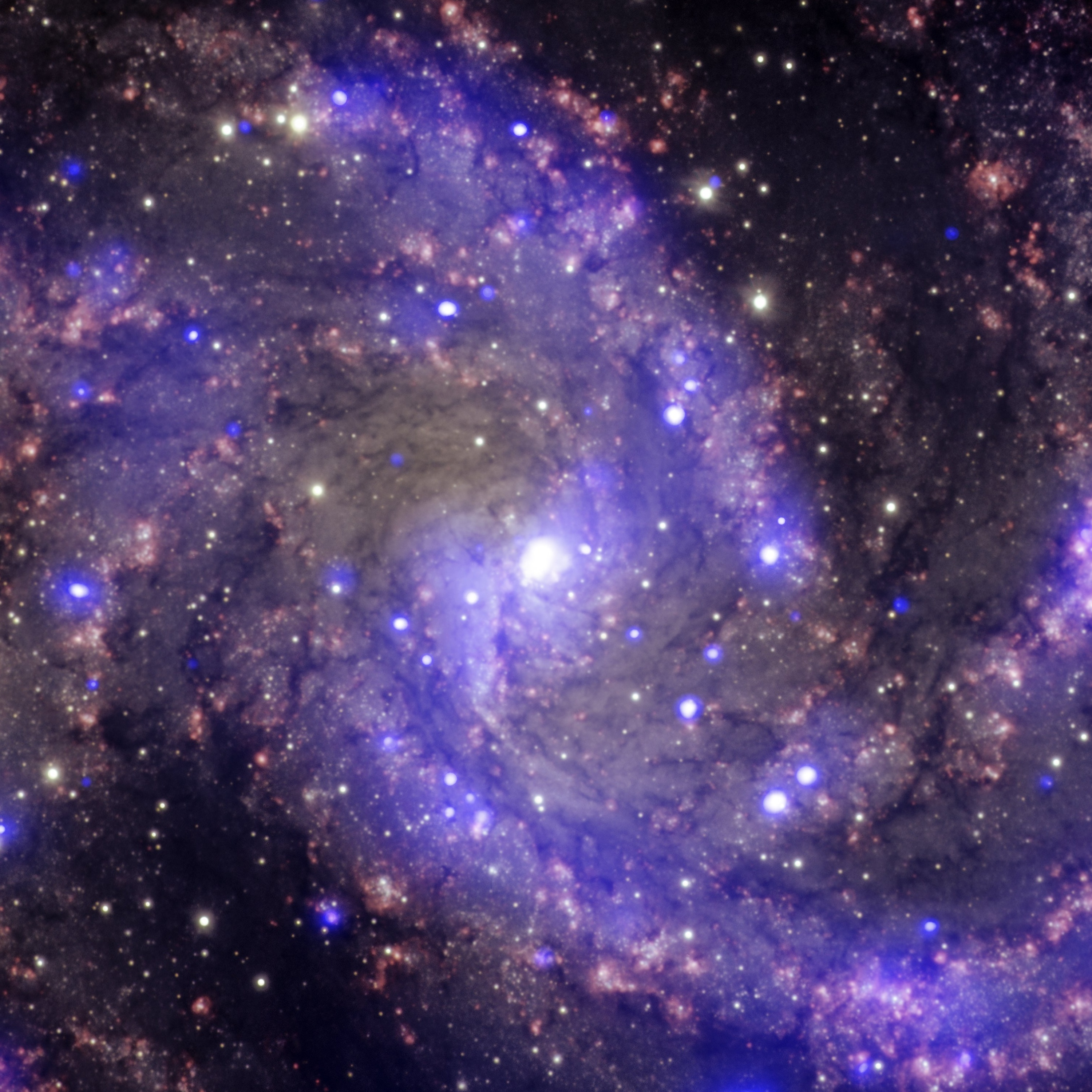
Spiralgalaxen NGC 6946 genom en kombination av bilder från Chandra-teleskopet och Gemini-teleskopet på Hawaii.

Det finns en hel del intressanta objekt i Cepheus. Här är några exempel.

### Stjärnhopar
- NGC 188 (Caldwell 1) är en av de äldsta kända öppna stjärnhoparna av magnitud 8,1.
- NGC 7160 är en öppen stjärnhop av magnitud 6,1.
- NGC 7380 är en öppen stjärnhop av magnitud 7,2 som omges av en nebulosa. Stjärnorna i hopen är mindre än fem miljoner år gamla vilket gör detta till en förhållandevis ny stjärnhop.

### Galaxer
- NGC 6946 (Arp 29, Caldwell 12) är en spiralgalax av magnitud 8,8 som ligger på gränsen mot Svanen. Nio supernovor har observerats i galaxen under det senaste århundradet: SN 1917A, SN 1939C, SN 1948B, SN 1968D, SN 1969P, SN 1980K, SN 2002hh, SN 2004et och SN 2008s.

### Nebulosor
- NGC 40 (Caldwell 2) är en planetarisk nebulosa av magnitud 12,3. Den är på väg att blekna bort.
- NGC 7023 (Irisnebulosan, Caldwell 4) är en reflektionsnebulosa av magnitud 7[6]. Den är en stjärnhop inbäddad i en nebulosa, där stjärnhopen lyser upp nebulosan. Centrum av nebulosan lyses upp av SAO 19158 och när den ligger två relativt ljusstarka stjärnor, som båda är variabler: T Cephei som är en Miravariabel och tidigare nämnda Beta Cephei.
- S 155 (Caldwell 9) är en emissionsnebulosa av magnitud 7,7[7].